# Ronda (revista)
Ronda es una revista de circulación mensual editada y distribuida en Venezuela.
Está especializada principalmente en el mundo del espectáculo (farándula, entretenimiento).
La edita y distribuye el Bloque Dearmas a través de sus filiales Revista Ronda C.A., Editorial Primavera y Distribuidora Continental.

## Premio Ronda
Entre los años 1985 y 1995 el Bloque Dearmas a través de esta revista organizó y patrocinó un galardón que premiaba lo mejor de la música y el espectáculo venezolano que se conoció como Premio Ronda. Estaba inspirada principalmente en los premios estadounidenses Emmy y Grammy. Dicha gala de premiación era transmitida a través de Radio Caracas Televisión. Su tema principal rezaba Noche del Ronda y de la canción. Desde 1995 dejó de realizarse debido a las secuelas dejadas por la crisis financiera de aquel año, ante la cual sucumbieron las entidades bancarias que financiaban la misma.

## Ronda TV
Cómo una forma de unificar los productos informativos y comunicacionales de Revista Ronda y Meridiano Televisión, pero enfocados en noticias del mundo del espectáculo, el lunes 1 de noviembre del 2021 se estrenó en la pantalla del conocido canal deportivo venezolano el programa Ronda TV, el nuevo proyecto del Bloque Dearmas, que engrosará la parrilla de Meridiano TV.